# Греково-Станичный
Греково-Станичный — хутор в Миллеровском районе Ростовской области России. Входит в состав Верхнеталовского сельского поселения.

## География
Располагается на северо-западе региона, возле автодороги «Ростов-на-Дону—Москва».

### Улицы
- ул. Братская,
- ул. Вишневая,
- ул. Станичная.

## Население
| 2010 |
| ---- |
| 144  |

## Инфраструктура
Школа, Греково-Станичный СДК.
Храм Рождества Пресвятой Богородицы.
Памятник Неизвестному солдату.
Военный полигон

## Транспорт
Хутор доступен автотранспортом.
Остановка общественного транспорта «Греково-Станичный» на федеральной трассе М4.